# Cassia bakeriana
Cassia bakeriana är en ärtväxtart som beskrevs av William Grant Craib. Cassia bakeriana ingår i släktet Cassia och familjen ärtväxter. Inga underarter finns listade i Catalogue of Life.